# Air Choice One
Air Choice One es una aerolínea estadounidense con sede en Concord (Misuri) en el área metropolitana de San Luis. Funciona como aerolínea regional ofreciendo vuelos de alimentación desde el Aeropuerto Internacional Lambert y el Aeropuerto Internacional O'Hare a pequeños aeropuertos regionales, subsidiarios del programa del gobierno Essential Air Service (EAS).

## Historia
Multi-Aero fue fundada en 1979 bajo el nombre Multi-Aero Corporation. En octubre de 2009 Air Choice One se hizo con el contrato del EAS para servir a Decatur y Burlington.
En diciembre de 2011, Air Choice One recibió un contrato EAS de un año para sustituir a SeaPort Airlines en Jonesboro, AR con una fecha de inicio de servicios fijada en el 13 de febrero de 2012
En enero de 2013 el departamento de transporte otorgó a Air Choice One una ampliación de tres años de contrato tanto a Decatur como a Burlington (Iowa). Como requisito para obtener la extensión de contrato, Air Choice One implementó sistemas de tickets electrónicos y acuerdos de equipajes a través de WorldSpan (parte del Sistema de Distribución Global, o GDS) en diciembre de 2012. Esto permite a los pasajeros adquirir billetes que permiten la conexión con otras grandes aerolíneas a través de las principales páginas de viajes en un único proceso de compra, en lugar de comprar un viaje en una compañía y luego tener que adquirir el billete con otra en dos compras separadas.
En febrero de 2014 Air Choice One recibió una ampliación del contrato de 4 años por parte del Departamento de Transporte en el contrato del EAS en Jonesboro. En el mismo mes, se enviaron los papeles para solicitar el servicio EAS a los siguientes tres destinos: Ironwood, Fort Dodge, y Mason City.
En marzo de 2014 se tuvo conocimiento del interés por parte de las autoridades de la ciudad y el aeropuerto de Muscle Shoals que visitaron las oficinas de Air Choice One para tener un conocimiento de primera mano de las operaciones de la aerolínea de cara a buscar una aerolínea para la licitación que tuvo lugar en abril.
El 18 de abril de 2014 el Departamento de Transporte otorgó a Air Choice One un contrato de dos años para servir a Ironwood ofreciendo un servicio con Chicago. La fecha de inicio de operaciones era en verano de 2014.
El 19 de agosto de 2014, Air Choice One recibió un contrato de dos años por parte del Departamento de Transporte para servir a Mason City, Iowa con servicios a Chicago. Comenzó a operar el 17 de noviembre de 2014.

## Destinos
- Burlington, IA
- Chicago-O'Hare, IL
- St. Louis, MO
- Decatur, IL
- Jonesboro, AR
- Ironwood, MI
- Mason City, IA
- Fort Dodge, IA[17]

### Acuerdos de código compartido
Air Choice One no forma parte de ninguna de las grandes alianzas aéreas, ni cuenta con ningún acuerdo de código compartido.

## Flota
Air Choice One opera una flota de siete aviones monomotor Cessna 208B Grand Caravan. Todos sus Cessna Caravan cuentan con un interior totalmente de cuero, con seis aviones configurados en asientos club y uno con todos sus asientos encarados a delante. Ha habido encuentros dentro de la comunidad EAS con la idea de añadir aviones de más capacidad.